# NGC 4805
NGC 4805 – gwiazda znajdująca się w gwiazdozbiorze Warkocza Bereniki. Jej jasność obserwowana wynosi około 15m. Skatalogował ją Guillaume Bigourdan 11 maja 1885 roku jako obiekt typu „mgławicowego”.